# Jean-Pierre Mourer
Pour les articles homonymes, voir Mourer.
Jean-Pierre Mourer, né le 19 août 1897 à Wittring dans le district de Lorraine (Empire allemand) et mort fusillé le 10 juin 1947 à Mulhouse (Haut-Rhin), est un syndicaliste et homme politique français. Il s'engage activement dans la collaboration à partir de 1940.

## Biographie

### Carrière politique
Cheminot, Jean-Pierre Mourer milite très tôt dans les rangs du jeune Parti communiste. Également syndicaliste, il appartient à la Confédération générale du travail unitaire (CGTU), dont il est secrétaire de l'union locale strasbourgeoise. Candidat présenté par le Bloc ouvrier et paysan, appendice électoral du PCF, aux élections législatives de 1928, il est élu député de Strasbourg (par 7 140 voix contre 6 013 à son concurrent).
Le soutien qu'il apporte aux revendications autonomistes alsaciennes lui vaut d'être exclu du Parti communiste en 1929. Il fonde alors le Parti alsacien ouvrier et paysan (Elsåssische Arbeiter-und Bauernpartei). Aux élections de 1932, il est réélu, face au candidat SFIO, Marcel-Edmond Naegelen (par 6 575 voix contre 6 192). Il se présente alors cette fois comme candidat du Bloc des travailleurs alsaciens, membre du « Parti communiste - Opposition ». Il rejoint alors le groupe de la Gauche indépendante, structure parlementaire de tendance centriste. Il devient, la même année, conseiller général de Strasbourg-Ouest. À l'Assemblée nationale, il est membre de la commission de l'Algérie, des colonies et protectorats, de la commission des régions libérées, de la commission de l'hygiène et de celle des comptes définitifs et des économies.
Ses interventions en qualité de député concernent presque exclusivement sa circonscription et l'action du gouvernement à son égard. Il milite pour étendre les assurances sociales à l'Alsace-Lorraine. En 1932, il est élu conseiller général du canton ouest de Strasbourg. Aux élections de 1936, il est réélu député, à nouveau face à Marcel-Edmond Naegelen (par 5 844 voix contre 4 633) et rejoint le groupe des Indépendants d'action populaire et fait partie de la commission de l'Alsace-Lorraine. Il se situe alors à l’extrême droite et entre en contact avec les agents allemands, notamment Robert Ernst, soutien des Alsaciens-Lorrains réfugiés en Allemagne depuis 1918, qui lui fait parvenir des fonds. Lorsqu'a lieu à l'Assemblée la discussion budgétaire au sujet de la loi budgétaire de 1936, il propose de rétablir la direction générale des services d'Alsace-Lorraine et de fixer son siège à Strasbourg. Aux discussions de 1939, il souligne « l'échec de la politique d'assimilation en Alsace-Lorraine ». Il est arrêté en automne 1939 pour atteinte à la sûreté de l'État, grâce à un mandat d'arrêt du tribunal militaire de Nancy.

### Collaboration et fin de vie
En 1940, il est libéré par l'armée allemande, qui avance en territoire français, et s'engage alors ardemment dans la collaboration avec l'occupant. Il utilise la forme germanisée de son nom « Hans-Peter Murer ». En janvier 1941, le commandement allemand le nomme Kreisleiter de Mulhouse, bien que la Gestapo soit peu amène, notamment en raison de son passé communiste. Le Kreisleiter était le chef local à la fois du parti nazi et de l'administration.
Arrêté à la fin de la Seconde Guerre mondiale à Munich, en août 1945 par l'US Army, il est interné au camp de Bad-Mergentheim. L'armée américaine le livre à la France un an plus tard ; il est incarcéré à la prison de Mulhouse. Il est jugé par la Cour de justice du Haut-Rhin qui le condamne à la peine capitale le 28 février 1947. Il est fusillé à Mulhouse (plus précisément île Napoléon), le 10 juin 1947, de concert avec un autre Alsacien. Les preuves utilisées contre lui lors de son procès ne se rapporteraient pas à l'époque de la Collaboration (1940-1945), mais principalement aux contacts qu'il aurait eus avec des Allemands avant la guerre.

## Sources
- « Jean-Pierre Mourer », dans le Dictionnaire des parlementaires français (1889-1940), sous la direction de Jean Jolly, PUF, 1960 [détail de l’édition]